# Beechcraft King Air
Dimensions
Les Beechcraft King Air sont une famille d'avions bi-turbopropulseurs produits par Beechcraft à partir du Queen Air, dont ils se distinguaient initialement, outre la motorisation, par un fuselage pressurisé. Véritable successeur du Beech 18, le King Air a connu de nombreux développements civils et militaires. Le Beechcraft U-21 Ute est une version hybride, non pressurisée, développée spécifiquement pour l’US Army, les VC-6 et T-44 sont similaires aux Model 90 civils et sous la désignation C-12 Huron on trouve un certain nombre de Model 200 et 350. Les Beech 99 (modèle non pressurisé) et Beechcraft 1900 sont des avions de transport à vocation commerciale appartenant à la même famille, le Beechcraft 1300 une version du Model B200 adapté au transport régional. Le Model 90 est produit de 1964 a 2021.
Les King Air ont connu et connaissent encore un réel succès et continuent leur carrière commerciale grâce à leur fiabilité, leurs performances, et au volume important de la cabine, qu'il est possible de transformer rapidement pour le transport de fret léger ou sanitaire. Ils sont très présents dans les flottes des compagnies de taxi aérien.

## Origine et développement
C’est en 1961 que débuta pour les besoins de l’US Army l’étude d’une version turbopropulsée du Queen Air, connue initialement comme Model 120. Une cellule de Queen Air 65-80 (c/n LD-75) fut équipé de deux PT6A-6 de 525 ch. Cet appareil, finalement désigné Model 87, prit l’air en mai 1963 et avait accumulé plus de 40 heures de vol mi-août. Il fut livré en mars 1964 à l’US Army avec la désignation NU-8F Seminole (Serial 63-12902, c/n LG-1), et par la suite rebaptisé YU-21. Le 14 juillet 1963 Beechcraft annonça le développement d’un bi-turbopropulseur pressurisé civil destiné à transporter six à huit passagers, les premières livraisons étant prévues pour l’automne 1964. La construction du premier prototype fut lancée quelques semaines plus tard et effectua son premier vol le 24 janvier 1964 (N5690K). La certification fut obtenue le 19 mai 1964 par extension de celle du Model 65 Queen Air.

## Model 90 King Air

### Description
Le King Air 90 est un monoplan à aile basse cantilever et train tricycle escamotable de construction entièrement métallique. La voilure, qui conserve en plan la forme de celle du Queen Air, a subi quelques modifications aérodynamiques. Le profil évolue du NACA 23014-1 à l’emplanture au NACA 23016-22 au droit de la liaison des panneaux externes de voilure et NACA 23012 en bout. Offrant un allongement de 7,51, elle affiche un dièdre de +7°. La structure est bilongeron et la totalité du bord de fuite est mobile, les ailerons encadrant des volets à simple fente tronçonnés en deux éléments par les fuseaux-moteurs. Le carburant est réparti entre la voilure et les nacelles-moteur (Respectivement 991 et 462 litres sur le Model 65-90).
Le fuselage, réalisé en alliage d’aluminium comme la voilure, a une structure semi-monocoque. Eclairée par trois hublots latéraux principaux et un petit hublot arrière, la  cabine est pressurisée grâce à un compresseur monté dans la nacelle-moteur gauche.
Le train d’atterrissage est entièrement escamotable, le train principal se relevant vers l’avant dans les nacelles et la jambe avant vers l’arrière, seule la roue avant étant entièrement recouverte par les trappes.

### Versions

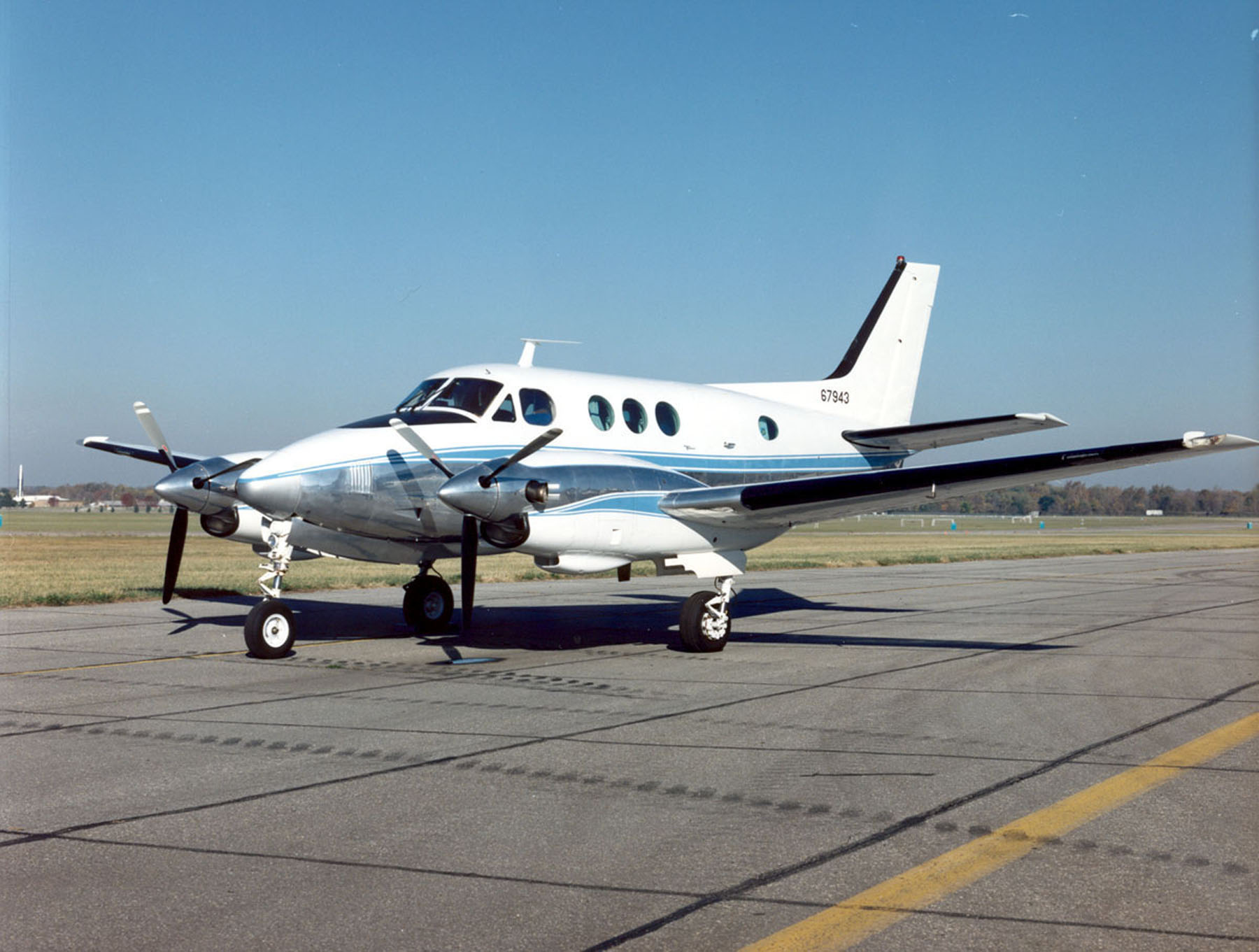
Le VC-6A 66-7943 fut utilisé comme Air Force One afin de transporter entre Austin et son ranch le président Lyndon Johnson.

- Model 65-90 King Air : Première version, similaire au prototype, équipé de PT6A-6 développant 550 ch au décollage et 500 ch en régime continu, entrainant des hélices tripales à vitesse constante. Le différentiel de pressurisation ne dépassait pas 3,4 PSI. 112 exemplaires furent construits (c/n LJ-1/75 et LJ-77/113)[4] entre 1964 et le remplacement de ce modèle par le Model 65-A90 sur les chaines en 1966.
- Model 65-A90 King Air : Cette nouvelle version, dont le premier exemplaire (c/n LJ-76) effectua son premier vol le 5 novembre 1965[2], se distinguait par des PT6A-20 de 550 ch, une capacité de carburant portée à 1 454 litres, une avionique tout-temps complète et une pressurisation améliorée offrant un différentiel de 4,6 PSI. Commercialisé à partir de février 1966, ce modèle fut produit à 206 exemplaires (c/n LJ-76, LJ-114/317 et LJ-178A)[4] jusqu’en 1967.
  - VC-6A : Deux Model 65-A90 King Air ont été achetés au cours de l’année fiscale 1966 par les forces armées américaines pour utilisation comme avion de transport de personnalités. Le premier (Serial 66-7943, c/n LJ-91, bien que le site internet du National Museum of the United States Air Force indique le c/n LJ-320) fut livré à l’USAF et affecté au 1254th Special Air Missions Squadron, 89th Military Airlift Wing d’Andrews AFB. Cet appareil était destiné à transporter le Président Lyndon Johnson entre Bergstrom AFB (Austin, Texas) et le ranch familial situé près de Johnson City. Cet appareil, qui devenait Air Force One quand le président se trouvait à bord, fut ensuite modifié en VC-6B avec un aménagement moins luxueux. Il est aujourd’hui conservé au Musée de l’USAF. Le second VC-6A (Serial 66-15361, c/n LJ-153), rebaptisé par la suite U-21, fut versé à l’US Army et affecté aux déplacements de Wernher von Braun[5] entre son laboratoire de Redstone et la base d’essais des missiles de White Sands, Nouveau-Mexique, ou il est aujourd'hui conservé.
- Model B90 King Air : Ce modèle qui fit son premier vol le 13 avril 1967[2] et fut livré à partir de 1968 ne se distinguait que par des modifications de détail et une voilure dont l’envergure passait de 13,98 à 15,32 m, soit une augmentation de 1,4 m2 de la surface. 184 exemplaires (S/n LJ-318/501)[4] furent produits jusqu’en 1970.Le VC-6A utilisé pour les déplacements de Wernher von Braun est conservé à White Sands

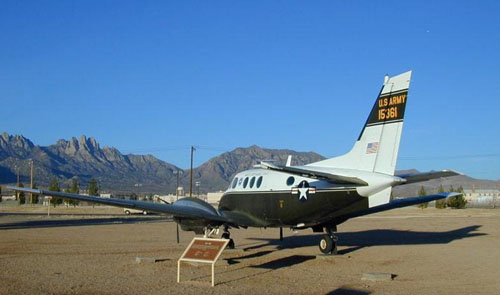
Le VC-6A utilisé pour les déplacements de Wernher von Braun est conservé à White Sands

- Model C90 King Air : Apparu en septembre 1970, ce modèle se distinguait du B90 par le remplacement des PT6A-20 par des PT6A-21 de même puissance. Le C90 devait rester en production jusqu’en 1982 et le 17 avril 1981 du Model C90 fut le 3000e appareil de la famille King Air livré à un client[2]. 507 exemplaires ont été construits (c/n LJ-502/985, LJ-987/995 et LJ-997/1010)[4].
- Model C90-1 King Air : Prenant la suite du C90 sur les chaines de montage en 1982, cette nouvelle version conservait les turbines PT6A-21 de son prédécesseur mais le différentiel de pressurisation passait à 5 PSI. 54 exemplaires furent construits en 1982 et 1983 (c/n LJ-986, LJ-996, LJ-1011/1062)[4] le premier prenant l’air le 29 septembre 1970[6].
- Model C90A King Air : C’est le 1er septembre 1983 que Jim Dolbee décolla pour la première fois la tête de série (c/n LJ-1063) de cette version qui se distinguait par de nouveaux capots-moteurs, avec prises d’air redessinées, qui amélioraient l’efficacité de la turbine PT6A-21 tout en réduisant la trainée. Une commande hydraulique de relevage de l’atterrisseur et une compensation automatique de dérive en cas de vol sur un seul moteur faisaient également partie des améliorations apportées à l’appareil, dont les livraisons débutèrent en 1984. À partir du c/n LJ-1138, premier avion produit en 1987, des modifications de structure permirent d’accroitre la masse autorisée au décollage de 204 kg, donc l’emport de deux passagers supplémentaires[6]. 235 exemplaires construits (c/n LJ-1063/1287, LJ-1289/1294 et LJ-1296/1299)[4] entre 1984 et 1989.
- Model C90B King Air : Présenté à la 44e convention de la NBAA (en) à Houston, Texas, début 1991[6], ce modèle recevait des hélices quadripales réversibles McCauley améliorant les performances au décollage et à l’atterrissage. L’aménagement de cabine était également modifié pour améliorer l’insonorisation. Livré le 23 mars 1992, le 50000e avion Beechcraft était un Model C90B. Un total de 456 C90B (c/n LJ-1288, LJ-1295, LJ-1300/1726, LJ-1728/1753 et LJ-1755)[4] ont été construits entre 1992 et 2005.
  - Model C90SE King Air : En 1994, Beechcraft a présenté ce modèle Special Edition équipé d’hélices tripales, d’un aménagement de cabine standardisé et d’une instrumentation simplifiée afin de réduire le prix de vente de l’appareil[7], qui reste basiquement un C90B. La production de ce modèle se confond donc avec celle du C90B.
- Model C90GT King Air : Nouvelle version, présentée à Oshkosh en juillet 2005 et commercialisée à partir de 2006, équipée de turbines PT6A-135A de 750 ch détarées à 550 ch. Ce modèle affichait donc de meilleures performances par temps chauds et une vitesse maximale de croisière de 509 km/h, ce qui en faisait un concurrent sérieux pour certains jets d’affaires. 98 exemplaires (LJ-1727, LJ-1754, LJ-1756/1846, LJ-1948/1852)[4] ont été livrés en trois ans.
  - Model C90GTi King Air : Présenté le 21 mai 2007, à l’occasion du 7e salon européen de l’aviation d’affaires de Genève, ce modèle, qui a succédé au C90GT en 2008, était une version améliorée du C90GT, dotée de l’avionique Rockwell Collins Proline 21, jusqu’ici réservée au modèles B200 et B300. 117 avaient été livrés au 31 décembre 2009.
  - Model C90GTx King Air : Évolution du précédent apparue en 2010, doté en série de winglets, avec une masse au décollage portée à 4 756 kg.King Air E90

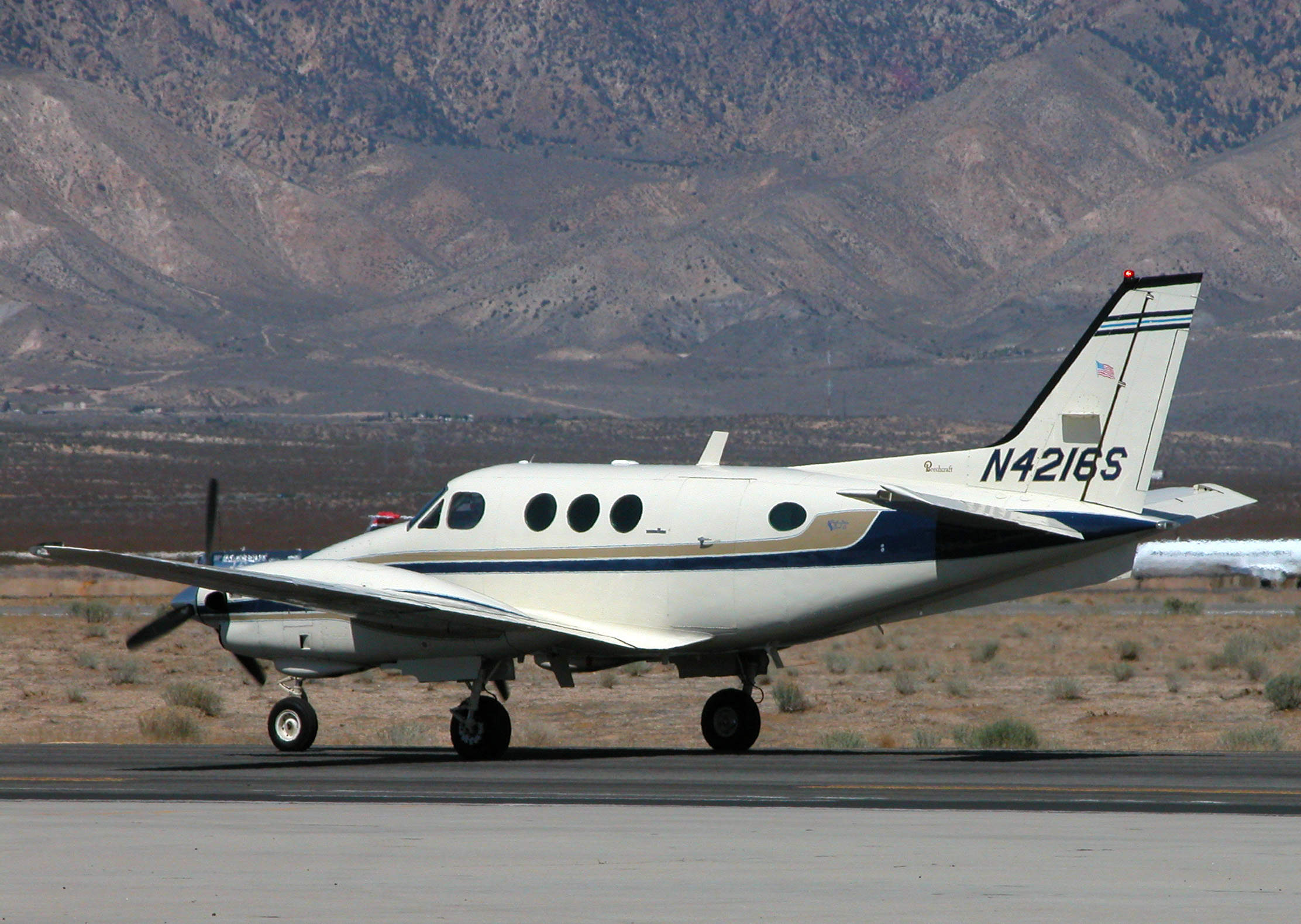
King Air E90

- Model D90 King Air : Modèle non construit.
- Model E90 King Air : Cette nouvelle version du King Air de base fit son premier vol le 18 janvier 1972 avec les PT6A-28 de 680 ch (550 ch en régime continu) utilisées sur le Model A100 King Air. Doté de réservoirs d’une capacité totale de 1 794 litres[6] et d’une avionique modernisée, le E90 fut présenté au public le 1er mai 1972 et 347 exemplaires (c/n LW-1/347)[4] furent produits jusqu’en 1981, parallèlement au C90.
- Model F90 King Air : Quinze ans après la sortie des premiers King Air le Model 90 subit un véritable lifting avec ce modèle combinant le fuselage et la voilure du Model 90, l’empennage en T du Model 200, un nouveau système électrique et des turbines PT6A-135 de 750 ch entrainant des hélices quadripales à vitesse constante et pas réversible[8]. Premier King Air à bénéficier d’une certification différente de celle du Travel Air (A31CE, délivrée le 18 mai 1979), le F90 fut construit à 203 exemplaires (c/n LA-1/201, LA-203 et LA-204)[4], le prototype (LA-1) étant ensuite converti en prototype G90.
  - Model F90-1 King Air : Doté des mêmes fuseaux moteurs que le C90A et de PT6A-135A, ce modèle effectua son premier vol le 7 décembre 1982 avec Vaughn Gregg aux commandes et 33 exemplaires (c/n LA 202 et LA-205/236) furent construits entre 1983 et 1985.
- Model G90 King Air : Modification du prototype F90[8] qui ne donna pas lieu à réalisation de série (c/n LE-01).
- Model H90 : En 1976, l’US Navy a commandé 15 King Air à moteurs PT6A-34B et pris une option sur  56 appareils supplémentaires dans le cadre du programme VTAM(X)[9] visant au remplacement de ses vieux TS-2A/B. Destinés à l’entrainement avancé multimoteur, ces quinze appareils, désignés T-44A Pegasus, furent livrés entre avril et octobre 1977, une commande supplémentaire portant sur 23 appareils ayant entre-temps été notifiée à Beechcraft le 19 janvier 1977. Au total 61 T-44A ont été livrés (BuNo 160839/160856, 160967/160986 et 161057/161079 c/n LL-1/61) entre 1977 et 1980. Cinq T-44B (BuNo 164579/164583, c/n LL-62/66) ont été également commandés, mais la commande a finalement été annulée. En août 2006, l’US Navy a annoncé la refonte de ses T-44A, les appareils modernisés devant prendre la désignation T-44C.

### Conversions
- Raisbeck Mark VII System : Cette désignation ne correspond pas à un avion mais à un ensemble de 12 kits, certifiés individuellement par Raisbeck Engineering Inc, de Seattle, qui permettent d’améliorer les performances des Model 90 : Trappes de train recouvrant les roues (le gain est de 11 km/h en croisière[9]), nouveaux profilés de jonction entre la voilure et les nacelles, hélice quadripale, arêtes ventrales, dégivrage… Fin mars 1991 Raisbeck avait modifié 67 King Air 90.
- Swearingen Taurus : Développé par Ed Swearingen, cette modification des Model 90 comprend le montage de turbines PT6A-135 de 700 ch sous de nouvelles nacelles incorporant des réservoirs intégraux, une nouvelle pressurisation…

## Model 100 King Air

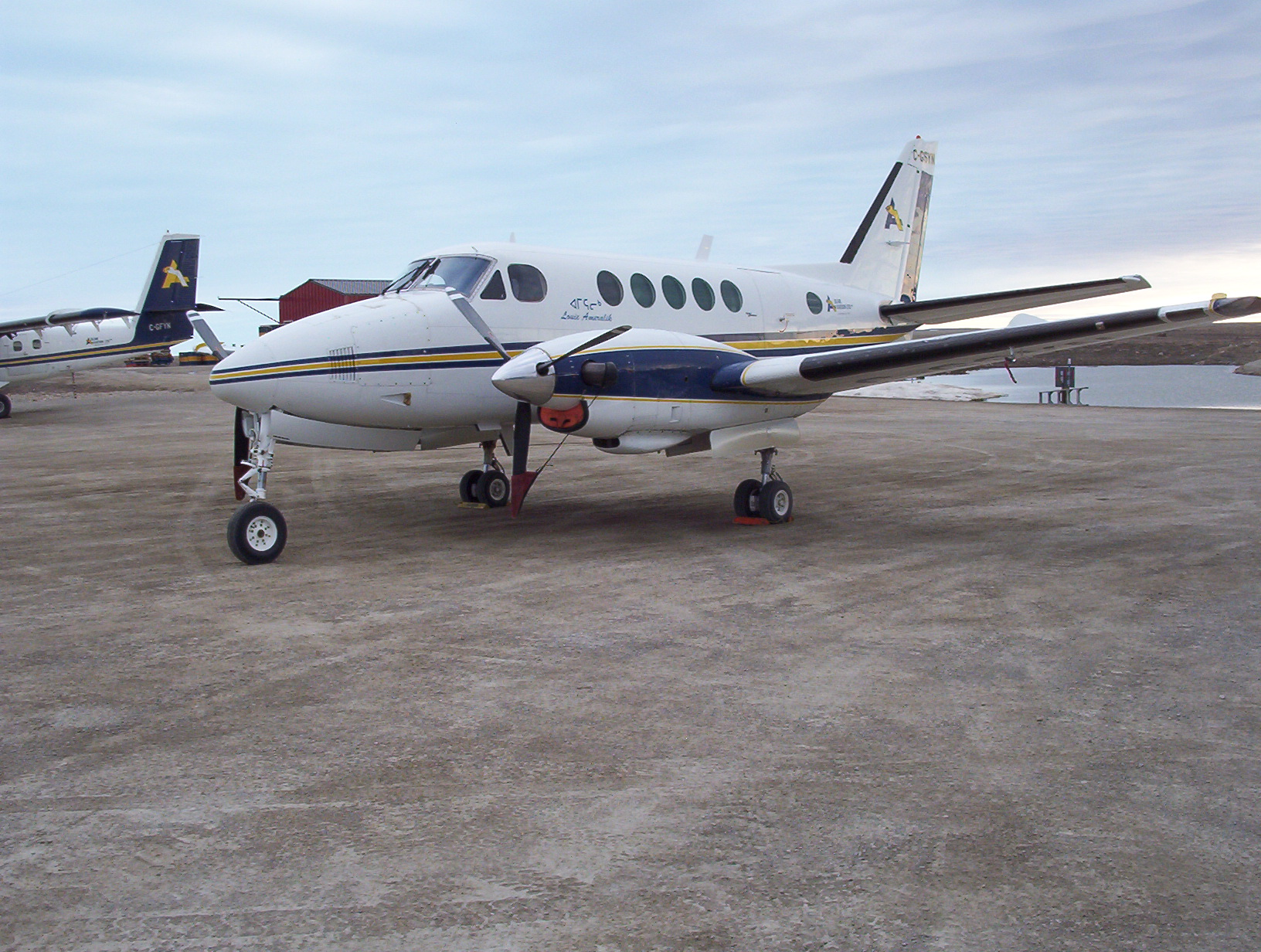
Ce King Air 100 immatriculé au Canada est le 10e exemplaire de série.

### Développement
Le 17 mars 1969 prit l’air à Wichita un nouveau biturbopropulseur de la famille King Air. Le fuselage était allongé de 1 m, la voilure du Model 65-90 conservée, contrairement au Model B90 apparu deux ans plus tôt, mais dotée de cloisons d’extrados, l’empennage était emprunté au Beech 99 et le train principal doté de diabolos pour tenir compte d’une masse maximale sensiblement plus importante. L’accroissement du volume utile de la cabine, éclairée par cinq hublots polarisés, permettait de multiplier les combinaisons d’équipements, y compris une version commuter pour 13 passagers et deux pilotes. Le système de pressurisation autorisait un différentiel de 4,7 PSI. Cet appareil était équipé de deux turbines Pratt & Whitney Canada PT6A-28 de 680 ch (à turbine libre) entrainant des hélices tripales Hartzell à vitesse constante et pas réversible. La capacité des réservoirs était limitée à 1 415 litres mais le système d’alimentation des moteurs était modifié.

### Versions
- Model 100 King Air : Présenté au public le 26 mai 1969[10], le Model 100 fut certifié le 24 juillet 1969 par extension de la certification A14CE accordée au Beech 99 et les livraisons débutèrent en août 1969. 90 appareils (B-1/89 et B-93)[4] furent construits jusqu’en 1971, le B-1 étant converti en A100 en 1976.
- Model A100 King Air : Remplaçant le Model 100 sur les chaînes de montage en 1971, cette version améliorée fit son premier vol le 20 mars 1970[10]. Elle se distinguait par des hélices quadripales, deux réservoirs supplémentaires dans les panneaux externes de voilure de chaque côté, portant la capacité de carburant à 1 779 litres. 156 appareils furent construits entre 1971 et 1979 (B-90/92, B-94/204 et B-206/247, auxquels il faut ajouter le B-1 converti en 1976)[4], dont 5 U-21F (70-15908/15912, c/n B-095/LM-142 à B-99/LM-146) livrés à l’US Army.
- Model B100 King Air : Prélevée sur chaîne, la cellule B-205 fut modifiée pour recevoir  des turbines Garrett AiResearch TPE-331-6-251B/252 de 715 ch (à turbine liée). L’appareil fit son premier vol le 20 mars 1975[10] avec un nouveau numéro de série (c/n BE-1) et ne se distinguait du A100, à turbines libres, que par ses moteurs. Les nacelles-moteur étaient donc légèrement modifiées, ce qui permet de reconnaitre ce modèle, dont 137 exemplaires furent construits entre 1976 et 1983 (BE-1/137)[4].

### Conversions
- Raisbeck Mark VII System : Les kits développés pour les Model 90 sont adaptables au King Air 100.

Dimensions

## Model 200 King Air

### Développement
C’est au cours de l’été 1969 que débutèrent les études d’une nouvelle version du King Air 100, alors connu sous la désignation Model 101. Il s’agissait à l’origine de doter l’appareil d’un empennage en T, améliorant l’efficacité de la gouverne de profondeur. Après 375 heures de soufflerie afin de déterminer la meilleure géométrie du nouvel empennage, les constructions d’un prototype et d’un appareil de présérie furent lancées simultanément en 1971. Rebaptisés Model 200 Super King Air, le premier (N38B, c/n BB-1) prit l’air le 27 octobre 1972, piloté par Bud Francis, suivi le 15 décembre suivant du second (N51KA, c/n BB-2). La certification FAA (A24CE) fut délivrée le 14 décembre 1973 sous la norme FAR Part 23, alors que la production de série était déjà lancée depuis juin. Outre son empennage le Super King Air a fait l’objet de plusieurs modifications au niveau de la voilure : Le plan central a été redessiné et doté d’un profil NACA 23018.5, les panneaux externes allongés ont un profil NACA 23011.3 en bout. Bilongeron, la voilure est affectée d’un dièdre positif de 6° et les volets de bord de fuite sont à simple fente. Disposant d’une pressurisation plus puissante, la cabine est allongée, aménagée pour 2 pilotes et 13 passagers. C'est énorme pour un avion de tourisme, sauf que en France, beaucoup ont été aménagés avec seulement 9 sièges pour passagers, dont on pouvait en démonter facilement 2 pour laisser de la place pour les bagages ; in fine, avec les pleins complets, et compte tenu de la masse maximum au décollage, c'est un bon 5 ou 6 places (pilotes compris) si l'on veut aller loin.
En 1996 l'adjectif Super a disparu de toutes les publications du constructeur, le biturbopropulseur n'étant plus connu que comme Model 200 King Air.

### Versions
- Model 200 Super King Air : Première version, équipée de Pratt & Whitney Canada PT6A-41 de 850 ch entrainant des hélices tripales Hartzell à vitesse constante et pas réversible. Le premier appareil fut livré en avril 1974[14]. 833 exemplaires ont été construits (c/n compris entre BB-1 et BB-912)[4] jusqu’au remplacement du Model 200 par le B200 sur les chaines en 1981. Les trois premiers appareils de série (c/n BB-3/5) ont été livrés à l’US Army comme RU-21J, Beechcraft leur attribuant le type constructeur Model A100-1.
  - Beechcraft PD 290 : Depuis 1972, date à laquelle Cessna révéla son projet de biréacteur d’affaires Citation, Beechcraft rechercha la meilleure manière d’accéder à son tour au domaine de l’aviation d’affaires à réaction. C’est dans ce contexte qu’en 1975 le prototype du Model 200 (N38B) fut équipé expérimentalement de deux réacteurs Pratt & Whitney JT-15D-4. Le Preliminary Design 290 effectua son premier vol le 12 mars 1975[15], piloté par Bud Francis. Il réalisa 103 vols (93 heures) jusqu’au 23 septembre 1977. Le résultat de ces essais semble avoir convaincu Beechcraft qu’il serait préférable d’acheter les droits sur un avion déjà en production. Il faudra attendre 1985 pour que soit signé avec Mitsubishi un accord autour du Mu-300 Diamond, qui deviendra Beech Model 400 Beechjet.
  - Model 200T : En 1976 un Model 200 (c/n BB-186) fut modifié en patrouilleur maritime[15]. Afin de pouvoir tenir l’air pendant huit heures au moins des bidons externes de 189 litres furent montés en bout d’aile, l’appareil se distinguant en outre par des points d’observation dotés de vitres galbées, le montage sous le fuselage d’un radar de surveillance et d’équipements photographiques divers protégés par un carénage ventral. 23 appareils furent ainsi modifiés entre 1976 et 1983 (c/n BT-1/22 et BT-28)[4].
  - Model 200C Super King Air : Adaptation du Model 200 en cargo léger avec une porte de 132* 132 cm, articulée à la partie supérieure du fuselage arrière. Le premier King Ar 200C a été commandé en avril 1978 par Vernair[15] et 35 appareils (c/n BL-1/23 et BL-25/36)[4] ont été livrés entre 1979 et 1981.
  - Model 200CT Super King Air : En 1981 un model 200C fut équipé d’une porte cargo (c/n BN-1, ex BL-24)
- Model Model B200 King Air : En mars 1980 une cellule de Model 200 (c/n BB-343) fut prélevée sur chaine, équipée de turbines PT6A-42 et reçut des renforts de structure permettant d’accroitre la masse sans carburant de 272 kg et de porter le différentiel de pression en cabine à 6,6 PSI[16]. Certifié le 13 février 1981, ce modèle est produit sans interruption depuis 1981, 1 136 exemplaires ayant été livrés fin 2009 (Beech serialization list). Au fil des ans ce modèle a subi de nombreuses modifications de détail, comme le remplacement du système de relevage électro-mécanique du train par un système hydraulique en 1984, l’introduction d’hélices quadripales McCauley en 1994, nouvel aménagement intérieur… La production de ce modèle devrait cesser en 2011 au profit du Model B200GT, commercialisé depuis 2008.
  - Beechcraft 1300 Commuter : En janvier 1988 Beechcraft annonça le développement d’une version de transport régional du Model B200 King Air. Aménagé pour transporter 13 passagers (d’où sa désignation) disposant chacun d’une ventilation, d’un masque à oxygène et d’une lampe de lecture, le fuselage était aussi équipé d’une issue de secours au-dessus de chaque aile[17]. Reconnaissable extérieurement à deux quilles ventrales montées sous le fuselage arrière pour améliorer la stabilité à faible vitesse, le Model 1300 disposait dans la pointe avant d’une soute à bagages de 0,37 m3, pouvant être complétée par un container cargo ventral. L’instrumentation était identique à celle du Model 99. 14 exemplaires seulement ont été construits sur deux ans pour les besoins de Mesa Airlines[18], qui a reçu son premier appareil fin 1988[17]. En 1995 tous ces appareils avaient été retournés à Raytheon, qui les a loué ou revendu à divers opérateurs.
  - Model B200C King Air : Adaptation du B200 en cargo léger avec une porte de 132* 132 cm, articulée à la partie supérieure du fuselage arrière. Succédant en 1981 au Model 200C, 107 appareils (c/n BL-37/57, BL-61/112 et BL-118/151)[4] étant produits jusqu’en 2005. Après une interruption de 4 ans, 12 nouvelles commandes ont été enregistrées en 2010, ce modèle étant toujours au catalogue du constructeur.

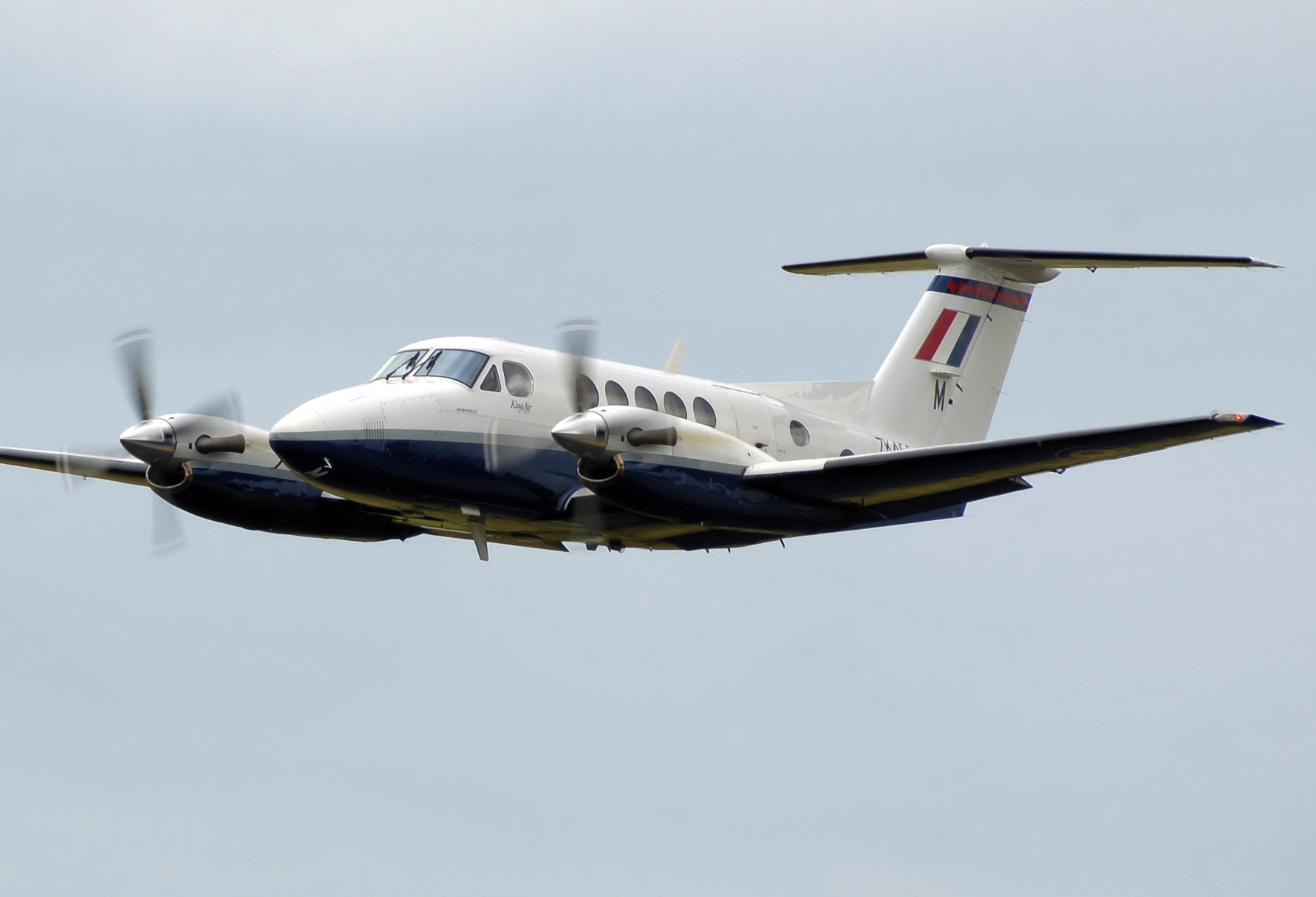
Beechcraft B200 aux couleurs de la Royal Air Force.

- - Model B200T : Correspondant au Model 200T avec la cellule du B200, ce patrouilleur maritime peut être employé pour la surveillance des eaux territoriales, le lutte contre la pollution ou les missions de recherche et de sauvetage. Il est également adaptable aux missions de photographie aérienne, de surveillance environnementale, au transport sanitaire, etc. Le B200T se distingue par l’installation d’un vitrage galbé à l’arrière du fuselage, le montage de nouveaux saumons de voilure recevant des réservoirs externes démontables de 200 litres, un atterrisseur renforcé, l’installation d’une trappe permettant le largage d’équipements de survie dans le plancher, l’installation d’un équipement de navigation à longue distance et d’un équipement de surveillance radar à 360° monté dans un carénage plaqué sous le fuselage. Commercialisé à partir de 1982, il a été commandé par les marines du Japon, du Pérou et d’Uruguay et les Ministères de la Défense d’Algérie, d’Australie, du Chili, du Pérou et le gouvernement de Porto Rico. En 2005 Hawker Beechcraft a présenté au Bourget un démonstrateur (N60BA) équipé de canons en conteneurs sous voilure, pouvant être remplacé par des missiles Sea Skua.
  - Model B200CT King Air : Au moins trois B200T (c/n BN-2/4) ont été équipés d’une porte cargo.
- Model B200GT King Air : Présenté à Genève le 21 mai 2007[19] à l’occasion du 7e Salon Européen de l’Aviation d’Affaires et certifié le 16 novembre 2007 avec des turbopropulseurs PT6A-52 de 850 ch. Ce turbopropulseur a été conçu spécialement pour le King Air B200GT, combinant en fait la turbine PT6A-60 montée sur le Model 350 et la transmission de la PT6A-42 du B200. En outre ce nouveau modèle offre une masse maximale portée à 5 715 kg, un aménagement intérieur entièrement revu pour offrir un volume utile de 8,6 m3, un nouveau conditionnement d’air, une insonorisation améliorée et, en série, une avionique entièrement électronique basée sur une suite Rockwell Collins Pro Line 21, autorisant un seul pilote en opérations. 97 exemplaires avaient été livrés au 31 décembre 2010 (c/n BY-1/97).
  - Model B200CGT King Air : Version cargo du précédent.

### Conversions
- Raisbeck-Western Mk VI : En février 1985 Raisbeck Engineering a obtenu la certification d’un kit permettant d’équiper le King Air 200 d’une hélice quadripale Hartzell de nouvelle génération, d’un diamètre de 2,39 m. Cette hélice abaisse sérieusement le niveau de bruit en cabine tout en procurant de meilleures performances au décollage : Distance de décollage réduite et vitesse de montée améliorée (18,3 m/s au lieu de 14,9)[15].
- Raisbeck SFES : Certifié en juin 1987 et adaptable à tous les model 200/B200, le Short Field Enhancement System associe au kit précédent un nouveau bord d’attaque en matériaux composites entre les moteurs et le fuselage et de nouveaux congés entre le fuselage et les ailes.
- Raisbeck RARS : Toujours pour améliorer le taux de montée, mais aussi les performances en croisière, ce kit introduit diverses améliorations aérodynamiques au niveau des nacelles des turbopropulseurs. Le premier avion à bénéficier du Ram Air Recovery System a été livré en mars 1991.

## Model 300 et 350 King Air
Dimensions
- Model 300 Super King Air : En août 1980 une cellule de Model 200 (c/n BB-343)[20] fut équipée de turbines PT6A-60A de 1 050 ch dans de nouvelles nacelles. On profita de ce chantier pour porter la masse maximale autorisée au décollage portée à 6 350 kg, le bord d’attaque fut avancé de 5 pouces (12,7 cm), des fuseaux moteurs allongés de 13,2 cm en avant, le système de relevage électromécanique du train remplacé par une commande hydraulique. Appareil de développement, ce prototype prit l’air le 6 octobre 1981[20] piloté par Bud Francis, mais il fallut attendre novembre 1982 pour que soit lancée la production d’un appareil de présérie. Ce dernier effectua son premier vol le 3 septembre 1983 avec Vaughn Gregg aux commandes. La certification FAA fut délivrée le 24 janvier 1984 par extension de celle du Model 200 (A24CE), les livraisons débutant peu après. 230 exemplaires  (c/n FA-1/230) ont été construits jusqu’en 1993, dont 2 modifiés pour les besoins de la FAA en avions de calibration avec de nouveaux c/n (FF-1/2, ex FA-126 et FA-129) (Tcds A24CE). Ils ont été suivis de 17 appareils supplémentaires (c/n FF-3/19) spécifiquement destinés à la FAA.
  - Model 300AT Super King Air : Adaptation du Model 300 à la formation de pilotes de ligne (AT pour Airline Training). Deux exemplaires ont été achetés par Finnair.
  - Model 300LW Super King Air : Les avions ayant une masse maximale autorisée au décollage inférieure à  12 500 livres (5 670 kg) bénéficiant de tarifs réduits de la part d'Eurocontrol[20], ce modèle destiné essentiellement à l’Europe et identique au Model 300 standard fut certifié le 30 septembre 1988 et commercialisé à partir de la fin de l’année. La production de ce modèle se confond avec celle des Model 300.
- Model B300 King Air 350 : Cette évolution du Model 300 se distingue d’abord par un allongement du fuselage de 86 cm et de l’envergure de 61 cm ainsi que par l’apparition de winglets réduisant la trainée à haute altitude et la vitesse de décrochage. L’allongement du fuselage a permis d’ajouter deux hublots de chaque côté et, en option, deux sièges supplémentaires à l’arrière de la cabine. Le prototype (N120SK) effectua son premier vol en septembre 1988. Présenté comme Model B300 Super King Air 350 à la convention de la NBAA (en) de 1989, cet appareil fut certifié FAR Part 23 le 12 décembre 1989 et les livraisons débutèrent le 6 mars 1990. En 1996 la désignation de cet appareil a été simplifiée en Model B300, la dénomination commerciale King Air 350 étant conservée, en 1998 le système actif de réduction de bruit UltraQuiet développé par Elliott Aviation fut standardisé sur les B300[21], et à partir d’octobre 2003 la suite avionique Rockwell Collins ProLine 21 fut standardisée. 644 exemplaires avaient été livrés fin décembre 2009 (FL-1/545, FL-547/567, FL-569/598 et 48 appareils dans la série FL-601/683)
  - Model B300C King Air 350C : Version cargo convertible, se distinguant par une porte cargo (132* 132 cm) incluant une porte passagers avec escalier intégré. Le premier Model 350C a été livré en 1990 à une société minière de Namibie. 30 exemplaires avaient été livrés au 31 décembre 2009 (série FM-1/34 et FN-1)
  - Model B300 King Air 350ER : Le Salon du Bourget fut l’occasion pour Raytheon d’annoncer en juin 2005 le développement de cette nouvelle version, correspondant sensiblement au Model 200T : La masse autorisée au décollage passait à 7 430 kg, le train d’atterrissage était remplacé par celui du Model 1900 afin de supporter l’augmentation du poids et permettre l’installation d’un conteneur ventral logeant divers équipements de surveillance et des réservoirs supplémentaires étaient montés dans les nacelles des moteurs, les winglets ne permettant pas de monter des bidons externes en bout de voilure. Ce modèle fut construit à 42 exemplaires entre 2007 et 2009.
  - Model B300C King Air 350CER : 5 appareils livrés entre 2007 et 2009 (c/n FM-14, FM-16, FM-17, FM-18 et FM-21) comme appareils de transport sanitaire en Arabie saoudite.
  - Model RC350 Guardian : En 1991 prit l’air un Model 350 spécialement aménagé par Raytheon Electromagnetic Systems pour la reconnaissance électronique. Cet appareil dispose d’un équipement permettant de localiser tout signal émis dans une gamme de fréquences comprise entre 20 MHz et 18 GHz.
- Model B300 King Air 350i : Annoncé en octobre 2008, ce nouveau modèle est en fait une sous-version du model B300 dont l’aménagement de cabine est modernisé : chacun des huit passagers dispose d’un fauteuil comportant dans les accoudoirs les commandes de son éclairage individuel par LED, de polarisation du hublot, d’un port USB, d’une station iPod et d’un écran vidéo individuel haute définition. Le premier exemplaire (c/n FL-601) a été livré en décembre 2009.
  - Model B300C King Air 350iC : Le premier exemplaire (c/n FM-35) a été livré en 2010.
  - Model B300 CER King Air 350 iCER : 8 exemplaires (FM-36/43) livrés en 2010.
- Model B300 King Air 360 et 360ER : Après avoir été certifié en aout 2020, c'est en novembre de la même année que le premier exemplaire de série a été livré. Le Beech 360 est basé sur le 350i duquel il reprend les dimensions et la masse maximale au décollage. En revanche, il bénéficie d'une amélioration de son avionique avec notamment l' installation pour la première fois sur un avion de la gamme Beechcraft King Air d'un contrôle automatique de puissance par automanette. D'autre part, le confort à bord a été amélioré grâce à un système de pressurisation renforcé et modernisé permettant une altitude-cabine de 10% inférieure pour une altitude avion comparable sur le précédent modèle.

## Utilisateurs
Les différentes versions du King Air se sont imposées dans le monde de l'aviation d'affaires, bénéficiant d'une longévité de production supérieure à celle de tous leurs autres concurrents. Ce sont en fait les seuls biturbopropulseurs capables de rivaliser avec les jets d'affaires, tant par le nombre produit que par les performances.
Le King Air s'est également imposé comme avion-école multimoteur auprès de nombreuses organisations civiles ou militaires, comme avion-ambulance dans certains pays et, auprès de diverses administrations, comme appareil de surveillance aérienne et/ou de recherche et sauvetage. Outre les versions militaires spécialisées (Beechcraft C-12 Huron, T-44, VC-6A, T-54A…), de nombreuses forces armées ont acheté des King Air pour leurs besoins spécifiques.
Le nombre et le type d'utilisateurs des différentes versions du King Air est donc appelé à varier considérablement.
En France l'IGN (Institut national de l'information géographique et forestière) dispose d'une flotte de 4 Beechcraft King Air 200 pour cartographier la France.

## Sources
1. ↑  (en) Jerry Siebenmark, « Textron Aviation's King Air 90, Citation Sovereign End Their Rule », AIN online, 8 mars 2021 (consulté le 9 mars 2021)
2. 1 2 3 4 5  AJ Pelletier p. 134
3. ↑  Tcds 3A20
4. 1 2 3 4 5 6 7 8 9 10 11 12 13 14 15 16 17  Beechcraft serialization list
5. ↑  Plaque située devant l'appareil à White Sands
6. 1 2 3 4  AJ Pelletier p. 135
7. ↑  AJ Pelletier p. 137
8. 1 2  AJ Pelletier p. 136
9. 1 2  AJ Pelletier p. 138
10. 1 2 3 4 5  AJ Pelletier p. 150
11. ↑  Tcds A14CE
12. 1 2  AJ Pelletier p. 154
13. ↑  Tcds A24CE
14. ↑  AJ Pelletier p. 155
15. 1 2 3 4  AJ pelletier p. 157
16. ↑  AJ Pëlletier p. 156
17. 1 2  AJ Pelletier p. 174
18. ↑  Phillips p. 84
19. ↑  http://www.hawkerbeechcraft.com/include/content_view.aspx?id=7897
20. 1 2 3  AJ Pelletier p. 164
21. ↑  History of Raytheon Aircraft Holdings Inc. – FundingUniverse
22. ↑  Jean-Francois Bourguin, « La Marine Américaine sélectionne le King Air 260 pour l’instruction », sur Aerobuzz, 24 février 2023